# Stefan Răzvan
Stefan Răzvan lub Rozwan (rum. Ștefan Răzvan; zm. 1595) – hospodar Mołdawii w roku 1595.
Pochodził z rodziny romskiej, wyznania mahometańskiego. W latach 90. XVI w. przybył do Wołoszczyzny na dwór Michała Walecznego i przyjął prawosławie. Podczas wojny przeciwko Imperium Osmańskiemu prowadzonej w latach 1594–1595 wspólnie przez hospodara mołdawskiego Arona Tyrana i Michała Walecznego został postawiony na czele wojsk mołdawskich. Na początku 1595 Stefan odniósł szereg sukcesów, zdobywając ważne porty w Kilii, Białogrodzie, Izmaile i Benderach oraz wkraczając do Dobrudży. Wkrótce potem, w maju, Stefan, którego sukcesy zapewniły mu sporą popularność w wojsku, został wprowadzony na tron mołdawski dzięki intrygom księcia siedmiogrodzkiego Zygmunta Batorego, które trafiły na podatny grunt za sprawą dużego ucisku podatkowego w okresie rządów Arona.
Sytuacja Mołdawii w tym momencie jednak dramatycznie się pogorszyła. Oprócz walk na południu przeciwko Turkom, Stefan został zmuszony do walki także na północy: Polska, widząc zamieszanie na Mołdawii postanowiła je wykorzystać i podporządkować sobie Mołdawię. W efekcie latem 1595 na Mołdawię ruszyły jednocześnie wojska tureckie oraz polskie siły hetmana Jana Zamoyskiego. Zamoyski szybko ogłosił hospodarem swego protegowanego Jeremiego Mohyłę, w październiku odparł siły tureckie w bitwie pod Cecorą, a w grudniu pokonał pod Suczawą Stefana. Stefan został wzięty do niewoli, a następnie zginął wbity na pal.
Zwycięski Jeremi polecił także na oczach konającego Stefana Rozwana ściąć jego brata. Widok ten taką boleść w nim wzniecił, że się aż z palem cały zatrząsł – jak zanotował współczesny wydarzeniom Reinhold Heidenstein w Dziejach Polski.
Interwencja Zamoyskiego i śmierć Stefana ostatecznie położyły kres jednej z ostatnich prób oporu Mołdawian przeciwko dominacji osmańskiej.